# Juliet Stevenson
Julia (Juliet) Anne Virginia Stevenson (Essex, 30 oktober 1956) is een Engelse toneel- en televisieactrice.
Zij is de dochter van Virginia Ruth Stevenson-Marshall, een lerares en Michael Guy Stevens, een legerofficier.  Julia Stevenson werd opgeleid aan de St. Catherine's School in Bramley, bij Guildford in Surrey en aan de Koninklijke Academie voor Dramatische Kunst.  
Hoewel ze roem heeft geoogst door haar optreden in de televisie- en filmindustrie, is ze vooral bekend als een theateractrice, zoals voor haar rol als Anna in de Britse première van Burn This in 1990 en als Paulina in de Death and the Maiden in 1991. Voor de laatste creatie kreeg ze in 1992 een Laurence Olivier Award als beste actrice.  
Stevenson is het bekendst door haar rol in de film Truly, Madly, Deeply (1991) en haar rol in The Secret Rapture (1993), Emma (1996), Bend It Like Beckham (2002) en Mona Lisa Smile (2003) . Ze had ook rollen in Pierrepoint (2006) (Amerikaanse titel Pierrepoint: The Last Hangman), Infamous (2006) als Diana Freeland en Breaking and Entering (2006) als Rosemary, de therapeut. 
Ze heeft twee kinderen, beiden geboren in Camden, Londen: Rosalind Hannah Brody (1994) en Gabriel Jonathan Brody (2001).

## Filmografie
- Secret Invasion (2023) televisieserie op Disney+
- Departure (2015)
- Atlantis (2013) (tv)
- The Secret of Moonacre (2009)
- Dustbin Baby (2008)
- A Place of Execution (2008)
- Ordeal By Innocence (2008)(tv)
- And When Did You Last See Your Father? (2007)
- ''Streetlight (2006)
- Breaking and Entering (2006)
- Infamous (2006)
- The Snow Queen (2005)
- Pierrepoint (2005)
- Red Mercury (2005)
- A Previous Engagement (2005)
- Being Julia (2004)
- Mona Lisa Smile (2003)
- Hear the Silence (2003) (tv)
- Nicholas Nickleby (2002)
- The Pact (2002) (TV)
- The One and Only (2002) (2002)
- Bend It Like Beckham (2002)
- The Road from Coorain (2002) (tv)
- Food of Love (2002)
- The Search for John Gissing (2001)
- Christmas Carol: The Movie (2001)
- Play (2000)
- Trial by Fire (1999) (TV)
- Cider with Rosie (1998) (tv)
- Stone, Scissors, Paper (1997) (tv)
- Emma (1996)
- The Politician's Wife (1995) (tv)
- Verdi (1994) (tv) (stem)
- Who Dealt? (1993) (tv)
- The Secret Rapture (1993)
- The Legends of Treasure Island (1993) televisieserie
- The Trial (1993)
- The World of Eric Carle (1993) televisieserie
- Performance (1992) (aflevering in televisieserie)
- Truly, Madly, Deeply (1991)
- In the Border Country (1991)
- Aimée (1991) (tv)
- The March (1990)
- Ladder of Swords (1989)
- Living with Dinosaurs (1989) (tv)
- Drowning by Numbers (1988)
- Stanley Spenc (1988)
- Life Story (1987) (tv)
- Pericles, Prince of Tyre (1984) (tv)
- Antigone (1984) (tv)
- Oedipus at Colonus (1984) (tv)
- Maybury (1981) (mini) televisieserie
- The Mallens (1979) televisieserie

- Bibliothèque nationale de France: cb14040851n (data)
- Gemeinsame Normdatei: 14127459X
- International Standard Name Identifier: 0000 0001 1442 6561
- Library of Congress Control Number: no94038499
- MusicBrainz: ff4422b1-f221-4ed9-82ce-406aa1e6f88d
- Nationale Bibliotheek van Tsjechië: xx0027779
- Nationale Bibliotheek van Israël: 987007431256405171
- Nationale Bibliotheek van Polen: a0000002453385
- Système universitaire de documentation: 055737684
- Virtual International Authority File: 42041205
- WorldCat: E39PBJgCK63WkF4JHMwxkhqWjC